# Hibiscus garambensis
Hibiscus garambensis är en malvaväxtart som beskrevs av Lucien Leon Hauman. Hibiscus garambensis ingår i Hibiskussläktet som ingår i familjen malvaväxter. Inga underarter finns listade i Catalogue of Life.